# 1278
1278. је била проста година.

## Догађаји
- 1. мај – Вилијам II од Вилардуена, принц Ахаје, умире. Према одредбама Витербског споразума, његове земље су прешле под директну контролу Карла I, краља Сицилије. Карло именује управника да влада латинском кнежевином. Као одговор, Карло се 24. маја заклиње на верност новом папи, Николи III. Обећава да неће напасти нити извршити инвазију на Византијско царство јер Никола гаји наду да ће ујединити Православну цркву са Католичком црквом.
- 5. август – Реконкиста: Опсада Алхесираса – Кастиљске снаге (око 30.000 људи) предвођене краљем Алфонсом X опседају Алхесирас који је под контролом Маринида. Флота од 24 брода и око 80 галија постављена је у Гибралтарски залив како би се спречило снабдевање града из оближњег Гибралтара.
- 26. август – Битка на Марчфелду: Немачко-мађарске снаге (око 9.000 људи) предвођене краљем Рудолфом I од Немачке у савезу са Ладиславом IV од Угарске, побеђују и убијају Отокара II, владара Бохемије. Битка окончава борбу за моћ између Рудолфа и Отокара око судбине Централне Европе. Рудолфова кућа Хабзбург наставиће да влада Аустријом и другим освојеним територијама до краја Првог светског рата 1918. године.
- 29. септембар – Реконкиста: Арагонске снаге предвођене краљем Петром III заузимају муслиманско упориште Монтезу, окончавајући двогодишњу побуну Мудехара. Поражени муслимани су протерани из краљевства и одлазе у егзил.
- 17. новембар – Краљ Едвард I повећава казну за сечење новчића са прогонства на погубљење. Сви Јевреји су ухапшени и претресени због сумње да су секли новчиће. Око 680 Јевреја је затворено у Лондонској кули, а више од 300 је касније погубљено. У то време, верује се да је јеврејско становништво бројало око 3.000 људи.
- Јануар – Карло I крунисан је за краља Јерусалима и признају га барони краљевства у Акри. Предаје викаријат Тоскане папи Николи III. Његов управник, Роџер од Сан Северина, поставља разне Французе са Карловог двора за своје главне службенике. Боемунд VII, гроф од Триполија (и номинални принц Антиохије), признаје Роџера за законитог управника.
- 8. мај – Седмогодишњи цар Дуанзонг (или Џао Ши) умире од болести. Наслеђује га брат Џао Бинг, који постаје последњи владар династије Сунг. У међувремену, монголске снаге под контролом монголског вође Кублај-кана („Велики Кан“) приближавају се остацима царског двора Сунг.
- 8. новембар – Чан Тан Тонг, други цар вијетнамске династије Чан, преузима место пензионисаног цара, али наставља да 11 година влада са својим сином Чан Кхамом.
- Настаје најранији познати писани примерак Авесте, збирке древних светих персијских зороастријанских текстова који су се раније усмено преносили.
- 8. септембар – Пере д'Уркс, каталонски бискуп Ургела, постаје први епископални ко-кнез Андоре, када потписује пареаж, успостављајући заједнички суверенитет над територијом са Рожером-Бернардом III, грофом од Фоа.

### Август
- 26. август — Ладислав IV Куманац и Рудолф I Хабзбуршки поразили су Отокара II у бици на Моравском пољу.

## Смрти
- Вилијам II Вилерден

- Гилем де Монткада

- Отакар II од Чешке